# Западные карпаторусинские говоры

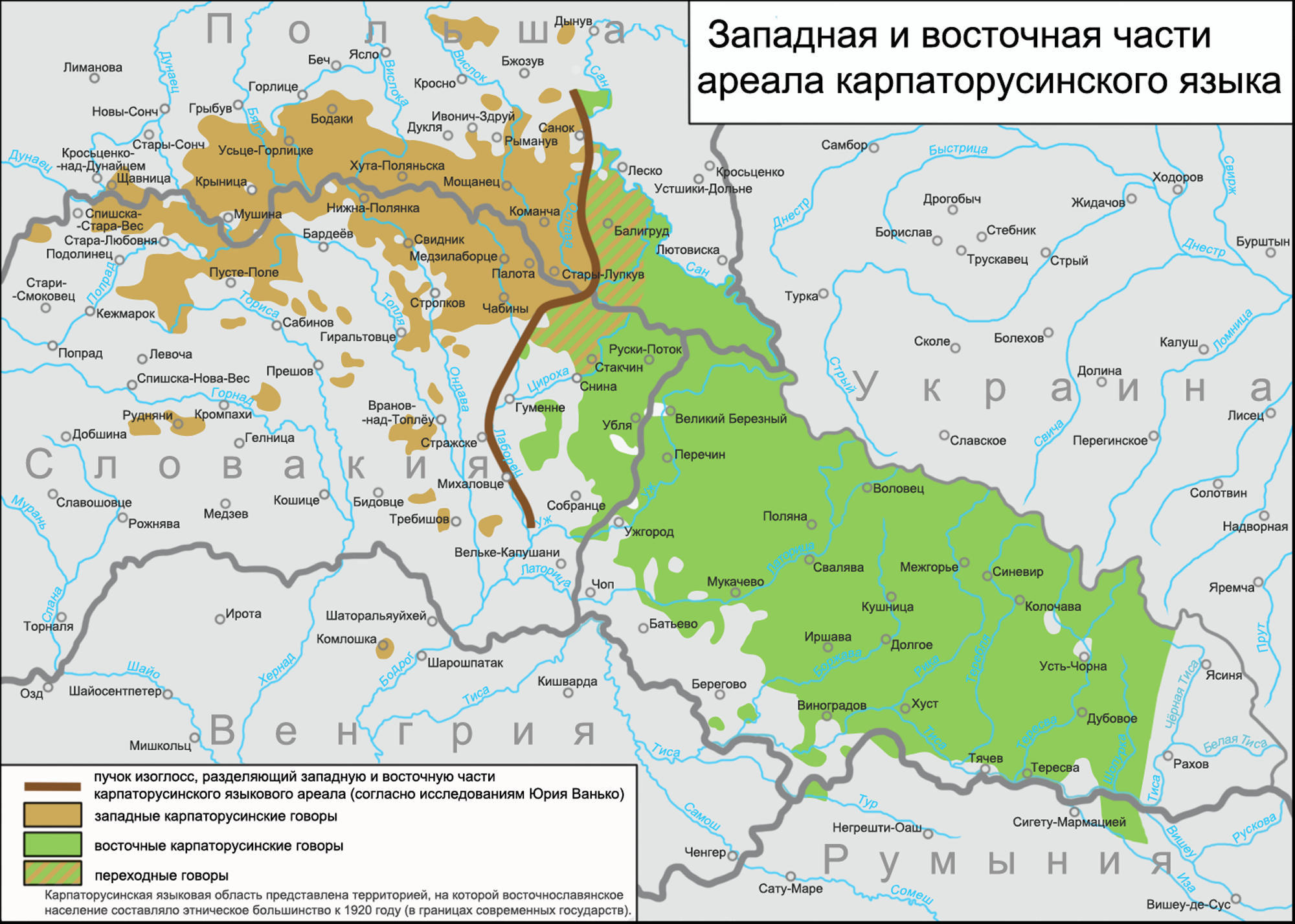
Западные говоры на карте карпаторусинского языкового ареала (от восточных отделены пучком изоглосс, в который входит изоглосса различия по типу ударения)

За́падные карпаторуси́нские го́воры (также северо-западные карпаторусинские говоры, западные (северо-западные) карпаторусинские диалекты, лемковские диалекты; русин. западны (северозападны) карпатьскы русиньскы говори, западны (северозападны) карпатьскы русиньскы діалекты, лемківскы діалекты) — одна из двух больших групп говоров карпаторусинского языка, противопоставленная на всех языковых уровнях говорам восточной группы. Распространена в западной части карпаторусинского ареала на территории карпатских регионов северо-востока Словакии и на северо-востоке Венгрии (к настоящему времени только в селе Комлошка). Отчасти носители указанных говоров населяют (в рассеянном распространении) разные регионы Польши (в основном западные) и Украины. Ранее в западный карпаторусинский ареал входила территория на юго-востоке Польши (Лемковина), примыкающая к северо-восточным районам Словакии, но после депортаций местного населения в 1944 году на Украину и в 1947 году — в другие районы Польши восточнославянских говоров там практически не осталось. По охвату территории и числу носителей западный карпаторусинский ареал в настоящее время значительно уступает восточному.
В традициях украинского языкознания на территории западной части карпаторусинского ареала примерно в тех же границах выделяется ареал лемковских говоров карпатской группы юго-западного наречия украинского языка.
Западная карпаторусинская диалектная группа характеризуется такими фонетическими чертами, как распространение на месте гласной *о в новозакрытом слоге континуанта i (кiнь «конь»); случаи отсутствия л эпентетического после губных согласных (робю «делаю, работаю», купю «куплю», но земля «земля»); наличие фиксированного парокситонического ударения и т. д. К морфологическим особенностям западной части карпаторусинского ареала относят распространение окончания -ом у имён и местоимений женского рода в форме творительного падежа единственного числа: за том новом дорогом «за той новой дорогой»; наличие окончаний форм глаголов 3-го лица настоящего времени преимущественно с твёрдой согласной -т (ходит «ходит», ходят «ходят»); употребление форм глаголов будущего составного времени единственного числа, образуемых при помощи личных форм глагола быти «быть» и форм прошедшего времени с суффиксом -л- (буду робил «буду делать», будеш робил «будешь делать») и т. д. В области синтаксиса отмечается наличие союзов же, жебы: Не знал єм, же придеш «я не знал, что ты придёшь». К характерным лексическим явлениям относят заимствования из словацкого и польского языков, причём слова с одним и тем же значением могут различаться у словацких русинов (дань «налог», влак «поезд») и польских лемков (податок «налог», потяг «поезд»). Зачастую формирование западных карпаторусинских диалектных признаков является результатом контактов с западнославянскими языками и диалектами. Причём, чем дальше карпаторусинский ареал продвигается с востока на запад, тем больше встречается явлений, схожих с запднославянскими и меньше остаётся явлений, схожих с восточнославянскими.
Западный карпаторусинский ареал разделяют на севернолемковскую и южнолемковскую подгруппы говоров. В первой выделяют особенности западных, центральных и восточных говоров, вторую дифференцируют на западноземплинские, шаришские, спишские и другие говоры.
В каждой из стран проживания русинов западного ареала на базе местных говоров созданы собственные литературные языки. В Польше на основе главным образом западных севернолемковских говоров создан лемковский литературный стандарт, в Венгрии на основе различных закарпатских говоров Украины с учётом особенностей местного комлошковского говора формируется норма «венгерско-русинского языка». В Словакии на основе восточноземплинских и западноземплинских говоров в переходной диалектной зоне между западными и восточными говорами создан пряшевско-русинский литературный стандарт.

## Ареал
Бо́льшая часть исконного ареала западных карпаторусинских говоров находится на территории Восточной Словакии в северных и восточных районах Прешовского края. Кроме того, к исконному ареалу относится комлошковский говор, который используется в бытовом общении в основном лицами старшего поколения села Комлошка, расположенного в северо-восточных районах Венгрии. В прошлом помимо комлошковского на территории Венгрии бытовали и другие карпаторусинские говоры, которые возникали с первой половины XVIII века в результате переселений русинов из карпатских венгерских комитатов Земплен, Сепеш, Шарош и других в комитаты, расположенные южнее по территории Венгерского королевства (на территорию современной Венгрии). Согласно исследованиям Г. Бенедека, к первой половине XIX века в районах современной северо-восточной части Венгрии находилось 54 русинских села с численностью до 35—40 тысяч человек. В дальнейшем в ходе распространения венгерско-русинского двуязычия, обмена населением в 1946—1948 годах с Чехословакией и других процессов, ускорявших мадьяризацию и сокращавших численность русинского населения, русинский язык сменился венгерским во всех сёлах русинов, кроме Комлошки. Помимо этого исконной территорией западных карпаторусинских говоров была Лемковина — область к северу от Карпат в юго-восточной части Польши. Некогда эта территория вместе с русинским ареалом в Словакии к югу от Карпат составляли единый диалектный континуум. В настоящее время лемковское население, причисляемое к карпаторусинам, в юго-восточных районах Польши составляет незначительную часть среди польскоязычного большинства.

## Классификация

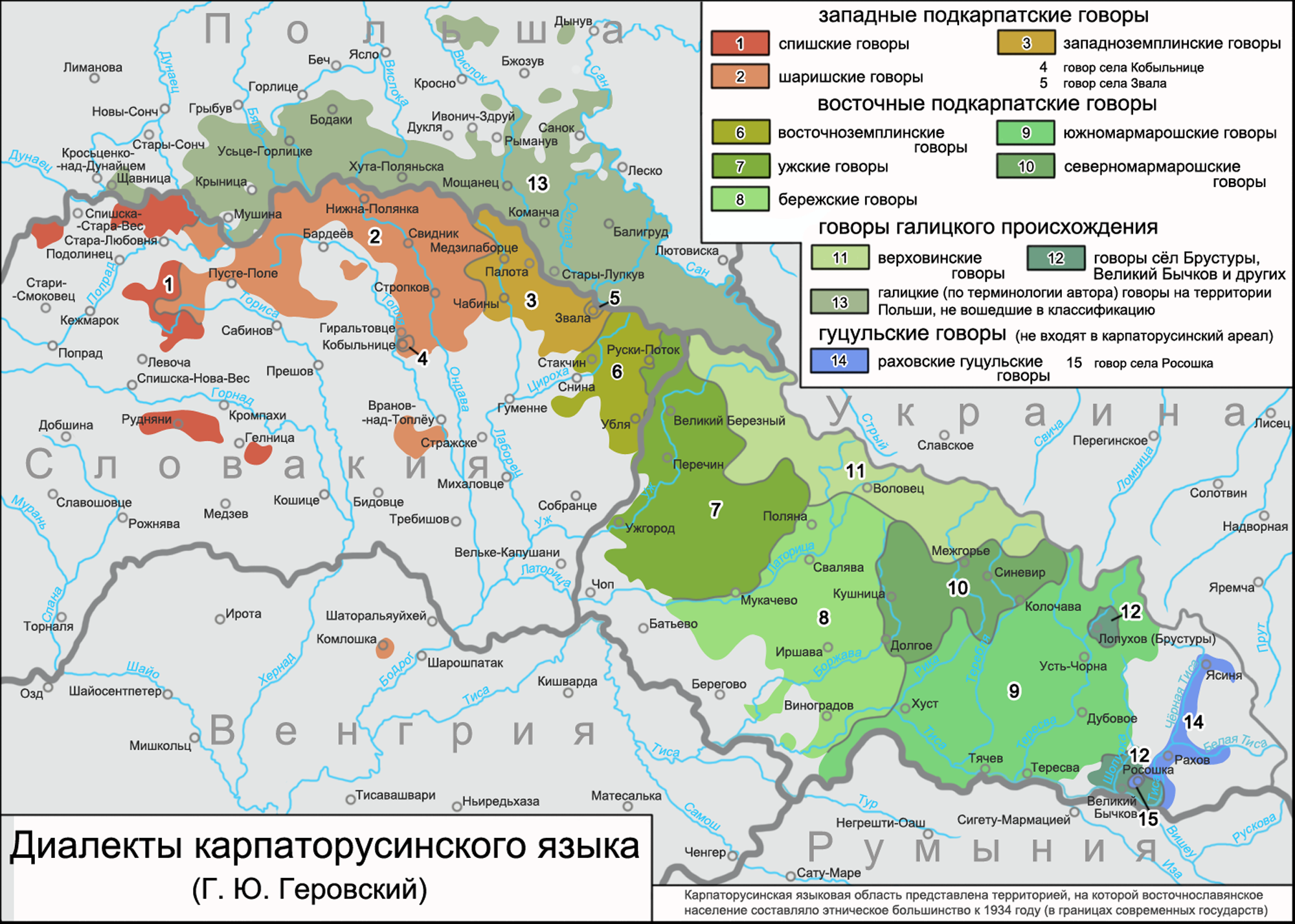
Группы говоров западного карпаторусинского ареала на карте диалектов карпаторусинского языка, составленной Г. Ю. Геровским

Г. Ю. Геровский, изучавший карпаторусинские говоры Подкарпатской Руси в первой половине XX века, среди говоров западного диалектного ареала (не учитывая лемковские говоры к северу от Карпат, которые автор отнёс к «галицким» малорусским говорам) выделил:
- западноземплинские говоры;
- шаришские говоры;
- спишские говоры.

Кроме того, среди западных карпаторусинских говоров Г. Ю. Геровский отметил выделяющиеся по своим фонетическим признакам переходные говоры сёл Звала и Кобылнице. Говоры западного диалектного ареала он назвал при этом «говорами древнего происхождения, на которые оказали влияние северокарпатский галицкий говор, а также, в ещё большей степени, западнославянские языки — словацкий и польский».

## Диалектные особенности

### Фонетика и фонология

#### Вокализм

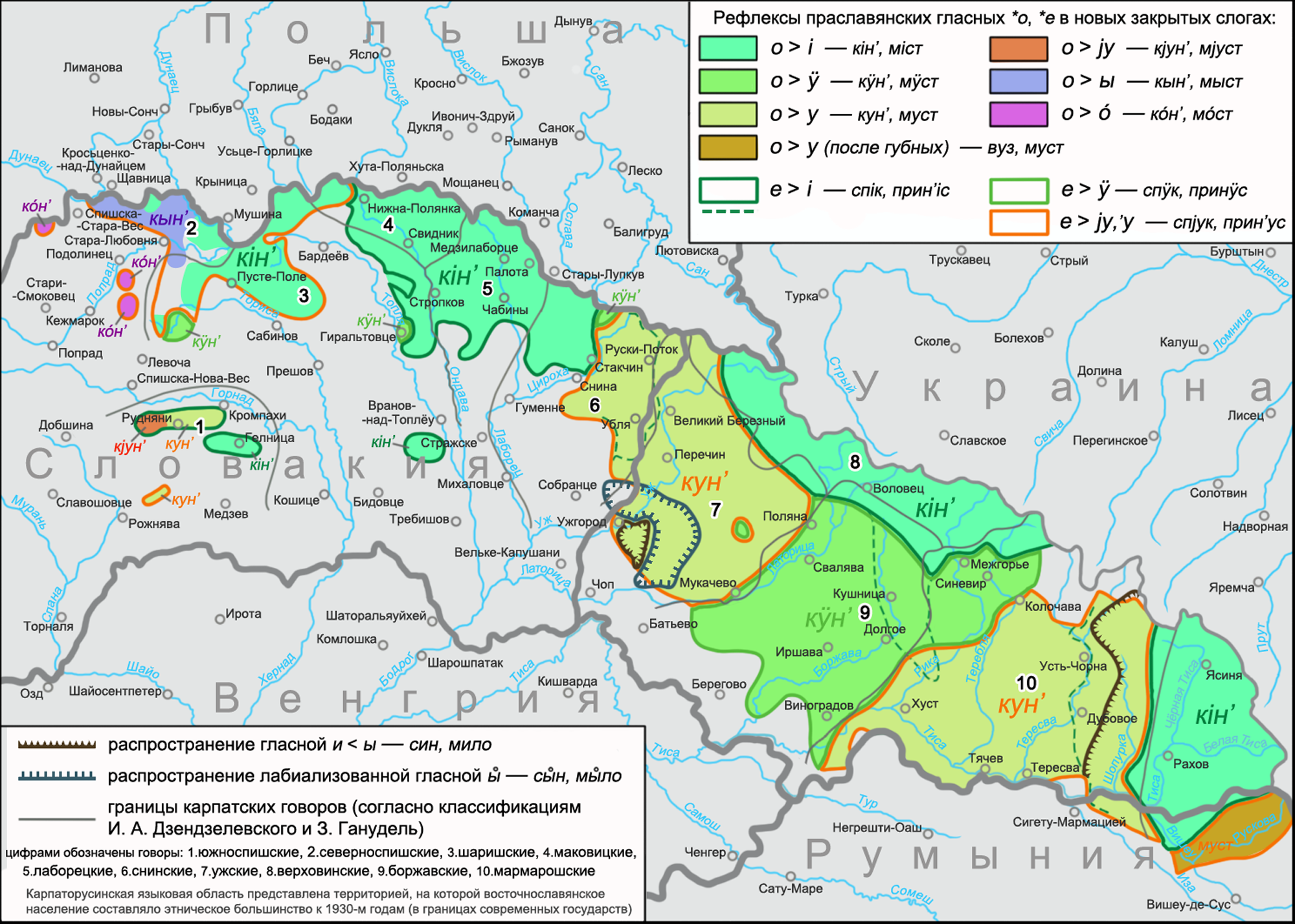
Рефлексы праславянских гласных *о, *е в новых закрытых слогах в ареале западных карпаторусинских говоров

В области системы гласных для говоров запада карпаторусинской языковой территории характерно преимущественное распространение на месте праславянских *о, *е в новых закрытых слогах гласной i: кiнь «конь», мiст «мост»; принiс «принëс» (в сравнительно обширной части западного ареала встречается кроме того гласная 'у: прин'ус). Гласная i как рефлекс *о, *е представлена также в украинском литературном языке и в большинстве украинских говоров. Изредка в качестве рефлексов *о выступают гласные ы, ó, jу, у и ÿ, прежде всего в тех или иных спишских говорах: кынь, ко́нь, кjунь, кунь, кÿнь. На месте *е в единичных говорах встречается гласная ÿ: принÿс. В восточном ареале на месте новозакрытых слогов отмечаются главным образом гласные у и ÿ: кунь, прин'ус; кÿнь, принÿс. Рефлекс i присущ только периферийным верховинским говорам. 
Негативно западный карпаторусинский ареал выделяется отсутствием в нём ряда явлений в области вокализма, характерных для восточного ареала в целом или для различных его частей. В их числе произношение в соответствии фонеме о узкого закрытого гласного [ô], находящегося перед гласными і, ÿ, у и мягкими согласными (дôбрі «хороший», рôзум «ум, рассудок»); наличие узкого гласного [еи] наряду с [е] в соответствии фонеме е в позиции перед мягкими согласными (жнеиц’ «жнец», деин’ «день», тепеир’ «теперь»); переход гласных *е, *ъ > [и] в позиции перед слогами с мягкими согласными (отиц’ «отец», зимл’а «земля»); произношение гласной ы, приближающееся к [о], в основном после губных согласных (быола «была», мыо «мы»).

#### Консонантизм
В числе фонетических различий в области консонантизма в западных карпаторусинских говорах выделяют сохранение результатов второй палатализации в формах имён существительных мужского рода именительного падежа множественного числа с основой на заднеязычные к, ґ, г, х: паробок «парень» — парібци «парни», вовк «волк» — вовци «волки»; борсуґ «барсук» — борсудзи «барсуки»; слуга «слуга» — слузи «слуги»; птах — птаси/фтаси; мних «монах» — мниси «монахи»; в восточных говорах в этой же позиции результаты второй палатализации, как правило, не сохранились: парібки, волки; слуги; птахи и т. п. Кроме того, в западной части карпаторусинского ареала отмечаются случаи отсутствия л эпентетического после губных согласных типа робю «делаю, работаю», спю «сплю», купю «куплю» (но земля «земля»). 
К фонетическим чертам, охватывающим западный ареал частично, относят отвердение мягких согласных в конце слова типа пят «пять», смерт «смерть», кед «если», ден «день», палец «палец», заяц «заяц». Также не полностью западный ареал охватывает такое явление как переход палатализованных согласных с’, з’ в палатальные, отражающий западнославянское языковое влияние (процессы польско-русинской и словацко-русинской языковой интерференции): sʲ (с’) > ɕ (ś), zʲ (з’) > ʑ (ź): ш’іно «сено», ж’іл’а «зелье, трава», бою ш’а «боюсь». Данный переход осуществился только в западных областях распространения русинского языка в Словакии (в Спише и Шарише, хотя палатальные согласные ś, ź характерны для большинства говоров восточнословацкого диалекта), в восточных областях (в Земплине, к востоку от Свидника и Гиралтовце) палатализованные с’, з’ сохранились (такое произношение принято нормативным в пряшевско-русинском литературном языке). В лемковских говорах Польши в палатальные помимо с’, з’ перешли также и ц’, д͡з’: sʲ > ɕ (ś), zʲ > ʑ (ź), t͡sʲ (ц’) > t͡ɕ (ć), d͡zʲ (д͡з’/ʒ’) > d͡ʑ (ʒ́). Этот ряд палатальных согласных, характеризующий фонологическую систему польского языка, принят как нормативный в лемковском стандарте.

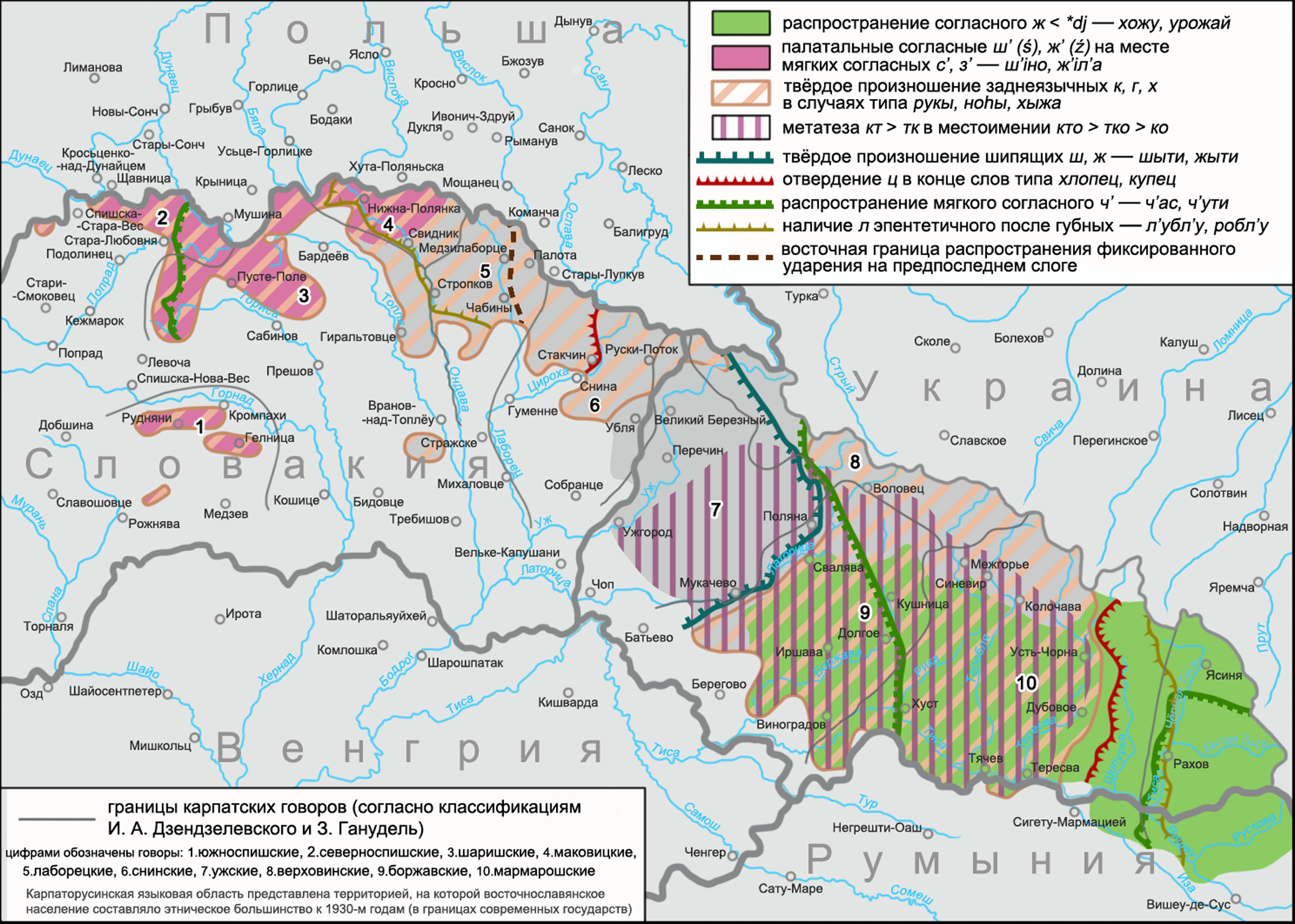
Ареалы диалектных черт западных карпаторусинских говоров в области консонантизма и просодии

В западном карпаторусинском ареале в Словакии, а ранее и во всей лемковской диалектной области (до выселения польских лемков), под влиянием спишских и шаришских восточнословацких говоров, а также малопольских говоров произошла замена губно-губной u̯/ў (w) на губно-зубную v в начале слова перед согласной с последующим оглушением её в f: фчера «вчера», ф хыжы «в доме». В восточных лемковских говорах Словакии условий для такого фонетического перехода не было, поскольку для распространённых на границе с Украиной восточнословацких земплинских, сотацких и ужских говоров губно-губная u̯ характерна. Отсутствие перехода u̯/ў > в в начале слова отмечается также в восточном ареале карпаторусинского языка на Украине.
Кроме этого, западные карпаторусинские говоры характеризует отсутствие присущих восточным говорам мягких согласных з’, с’, ц’ в суффиксах -зьк-, -ськ-, -цьк-, -ець-, -иц’а (березький «бережский», руський «русский», брацький «братский», купець «покупатель, купец», удовиця «вдова»).

#### Просодия
К просодическим явлениям, выделяющим западный карпаторусинский ареал, относят такую важнейшую черту в диалектном членении русинского языка как фиксированное парокситоническое ударение (всегда падающее на предпоследний слог), характерное также для польского языка и восточнословацкого диалекта (ˈрука «рука», гоˈлова «голова», з короˈвами «с коровами»), в то время как в говорах восточного карпаторусинского ареала распространено свободное (разноместное) ударение, как и в украинском и всех остальных восточнославянских языках. Фиксированное ударение принято за норму в лемковском литературном стандарте, а свободное — в пряшевско-русинском.

### Морфология

#### Имена и местоимение
К морфологическим отличиям западных карпаторусинских говоров в области имëн и местоимений относят такие диалектные явления, как:
- наличие флексии -у в формах дательного падежа единственного числа имëн существительных среднего рода с суффиксом -ат: теляту, мачату; в восточных карпаторусинских говорах в этих формах отмечается флексия -и: теляти, мачати;
- наличие флексии -е у имëн существительных мужского рода в форме именительного падежа множественного числа, образованных с помощью суффикса -ар': коняре, воляре, рыбаре; в говорах восточного ареала в этих формах отмечается флексия -и: коняри;
- распространение форм имён прилагательных среднего рода именительного падежа единственного числа с выпадением -j- и контракцией гласных в группе -оє [оjе]: добре «хорошее», синє «синее»; в восточных говорах контракции в этих формах не произошло: добр[оjе], син'[оjе][41];
- распространение флексии -ы у имëн прилагательных в форме именительного падежа множественного числа: ліпшы люде, чорны хмары, стары бабы; в восточных говорах распространена флексия -і: чорні барани, прекрасні горы[42];
- распространение числительных типа двоми/двоме, трëми/трëме, которые употребляются только с лично-мужскими формами имëн существительных: двоми хлопи, трëми прінцове, пятьме шандаре;
- распространение энклитик личных местоимений: мі, ті, сі, му, ї (дай мі, повідж ї, купю ті), ня, тя, ся/са/ш'а, го, ю/єй;
- наличие форм бывшего двойственного числа у имëн прилагательных и местоимений адъективного типа склонения для выражения форм творительного падежа множественного числа: с тыма добрыма хлопами;
- совпадение форм творительного и местного падежей единственного числа имён прилагательных и других частей речи с адъективным типом склонения мужского и среднего рода: з тым добрым (хлопови) «с тем хорошим», на тым добрым (хлопом) «на том хорошем», противопоставленное различению этих форм в восточных говорах: з тым добрым, на тому доброму;
- контракция во флексиях частей речи с адъективным типом склонения женского рода в форме родительного падежа единственного числа: до мойой доброй сусіды, той єдной старой бабы; в восточных карпаторусинских говорах контракция в этих формах не произошла: до мой[ейі] добр[ойі] сусіди, одн[ойі] стар[ойі] бабы;
- наличие окончания -ом у имён и местоимений женского рода в форме творительного падежа единственного числа: с том добром сусідом «с той хорошей соседкой», за том новом дорогом «за той новой дорогой», с мойом третьом камаратком «с моей третьей подружкой» (данное явление отмечается на территории от долины реки Ондава до крайне западных границ русинской этнолингвистической территории за рекой Попрад); в восточных ареалах в указанных формах выступает флексия -ов (-[оў]);

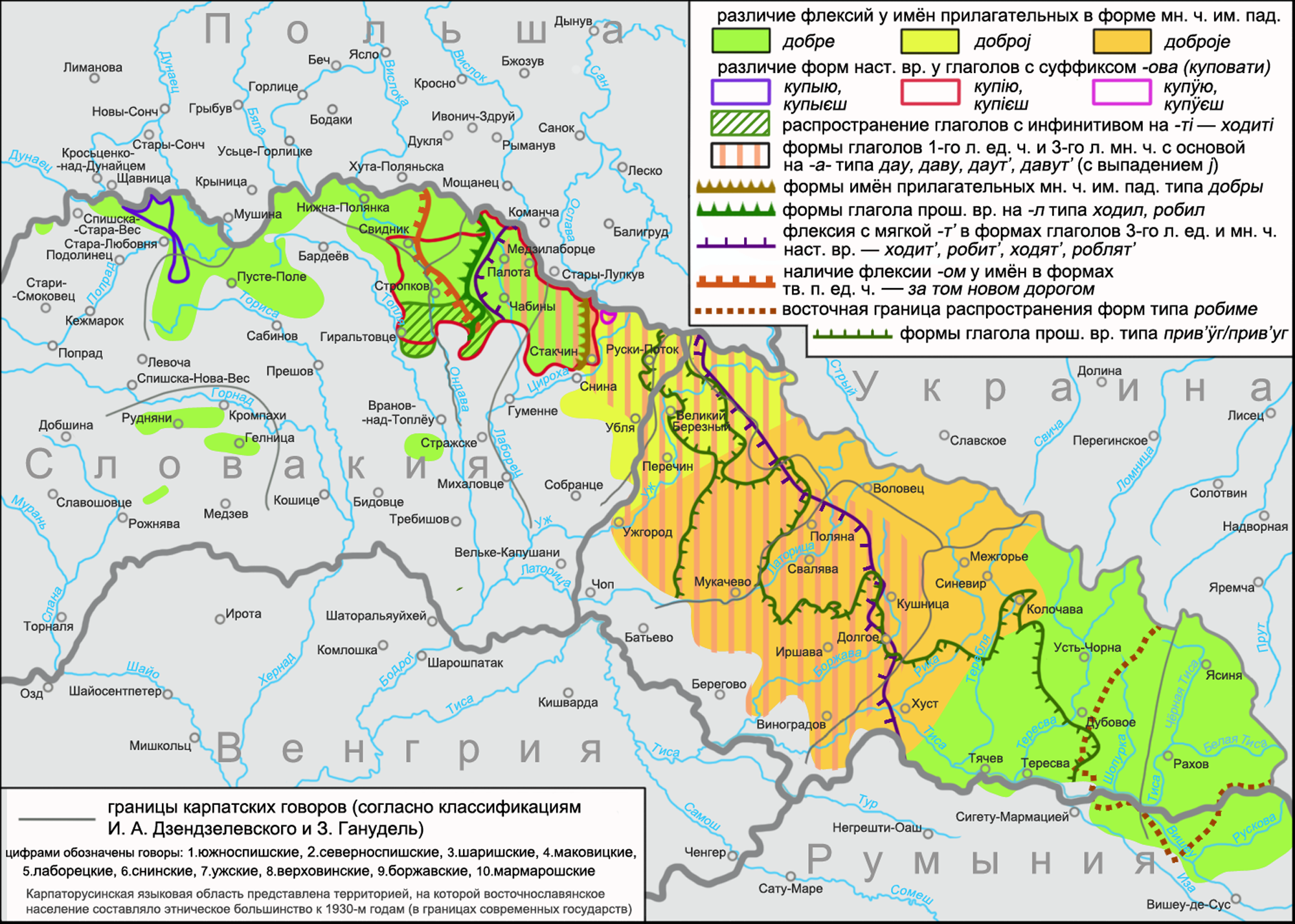
Ареалы морфологических диалектных явлений в западных карпаторусинских говорах

#### Глагол
К отличиям западных говоров карпаторусинского языка в области глаголов относят такие диалектные явления, как:
- распространение окончания с твёрдой согласной т в формах глаголов 3-го лица единственного и множественного числа настоящего времени (сохраняющееся, вероятно, под влиянием говоров восточнословацкого диалекта): ходит «ходит» — ходят «ходят», робит «делает» — робят «делают», сидит «сидит» — сидят «сидят»; в восточном ареале выступает окончание с мягкой согласной т’: ходит’ — ходят’, робит’ — робят’/роблят’, сидит’ — сидят’; данные варианты языкового явления относят к одним из основных морфологических различий западной и восточной частей карпаторусинского диалектного ареала;  причëм глаголы с твёрдой т в окончаниях включены в норму лемковского литературного стандарта, а глаголы с мягкой т’ — в норму пряшевского литературного стандарта[44];
- употребление в формах глаголов 1-го лица единственного числа настоящего времени флексии -м наряду с -у, при этом:
  - флексия -м характерна для глаголов с основой на -а-, в спрягаемых формах которых происходит выпадение -j- и стяжение гласных в группах -аю [аjу] и -ає [аjе]: чітати «читать» — чітам «читаю»; слухати «слушать» — слухам «слушаю»; формы глаголов с подобными флексиями распространены в западнославянских языках, в то время как для восточнославянского ареала присущи формы глаголов с сохранением исконных флексий: в восточных карпаторусинских говорах (читаю), в украинском языке (читаю) и т. д.; формы с флексией -м приняты за норму в лемковском литературном стандарте (чытам) и в пряшевском литературном стандарте (чітам)[45][46];
  - флексия -у отмечается у глаголов с инфинитивной основой на согласную (нести «нести» — несу «несу»), у глаголов с инфинитивной основой на -и- (носити «носить» — носю «ношу»), у глаголов с группами -оя [оjа] и -ія [іjа] в основе (стояти — стою, сміяти ся — смію ся) и у глаголов с суффиксами -ува/-ова в инфинитивной основе, меняющимися в спрягаемых формах на суффикс -іj (купувати/куповати «покупать» — купію «покупаю»);
- употребление в формах глаголов 3-го лица единственного числа настоящего времени флексии -т наряду с нулевой флексией, при этом:
  - флексия -т характерна для глаголов, в спрягаемых формах которых происходит выпадение -j- и стяжение гласных в группах -аю [аjу] и -ає [аjе]: чітати «читать» — чітат «читает»; слухати «слушать» — слухат «слушает»; также флексия -т отмечается у глаголов, не имеющих интервокального -j- (сидіти — сидит, робити — робит) и у глаголов с группой -оя [оjа] в основе (стояти — стоїт и бояти ся — боїт ся); в украинском литературном языке карпаторусинским формам глаголов типа читат, слухат противопоставлены формы читає, слухає (с сохранением -j-), а карпаторусинским формам типа сидит, робит в украинском языке соответствуют схожие формы сидить, робить; в восточных карпаторусинских говорах возможны как форма чітать, так и форма чітає;
  - нулевая флексия отмечается у глаголов с инфинитивной основой на согласную (нести «нести» — несе «несëт»), у глаголов с основой настоящего времени на -е- (береме «берëм» — бере «берëт») и у глагола с группой -ія [іjа] в основе сміяти ся: смієме ся — сміє ся;
- распространение форм настоящего времени с суффиксом -ію от глаголов с суффиксом -ува/-ова в инфинитиве: купувати/куповати «покупать» — купію «покупаю», купієш «покупаешь», купіє «покупает»; голодувати/голодовати «голодать» — голодію «голодаю»; штудувати/штудовати «учить» — штудію «учу»,  противопоставленных формам в восточном карпаторусинском ареале с суффиксом -ую;
- наличие в суффиксах глаголов мужского рода единственного числа основной формы прошедшего времени согласной л: ходил «ходил», робил «делал», спал «спал»; в восточных говорах в этих суффиксах отмечается неслоговая u̯/ў (на письме — в): ходив, робив, спав; распространение форм глаголов типа ходил, робил может быть связано с тенденцией вытеснения u̯/ў в западных карпаторусинских говорах в ряде фонетических и морфологических позиций (включая том числе и u̯/ў на месте начального исконного в); влияние на данный процесс по всей видимости оказывает отсутствие неслоговой u̯/ў в соседних с западными карпаторусинскими спишских, шаришских и абовских восточнословацких говорах; глаголы типа ходил, робил  включены в лемковскую литературную норму, глаголы типа ходив, робив — в пряшевскую[44];
- образование аналитических форм будущего времени глаголов несовершенного вида единственного числа двумя способами: при помощи личных форм вспомогательного глагола быти и инфинитива основного глагола (буду робити «буду делать», буду слухати «буду слушать», будеш робити «будешь делать», будеш слухати «будешь слушать») и при помощи личных форм вспомогательного глагола быти и  l-причастий основного глагола (буду робил, буду слухал,  будеш робил, будеш слухал), первый способ является менее распространённым, он встречается в основном в восточной части западного ареала в районе Лаборца; формы множественного числа образуются только при помощи форм глагола быти и инфинитива основного глагола (будеме робити «будем делать», будеме слухати «будем слушать»); в восточном ареале карпаторусинского языка в единственном числе встречается одна форма аналитического времени типа буду робити, будеш робити; два типа аналитической формы будущего времени приняты за норму в лемковском языке (буду чытал и будеме чытати), в пряшевско-русинский стандарт включена восточная карпаторусинская форма будущего составного времени с использованием личных форм глагола быти и инфинитива основного глагола (буду чiтати и будеме чiтати)[47][48];
- отсутствие окончания i у глаголов повелительного наклонения: идь/ідь, роб, возь;
- наличие на части западного карпаторусинского ареала инфинитивов с мягким -т’ в окончании: робити [робит’i] «делать», спати [спат’i] «спать», печi «печь»; такие формы инфинитивов приняты за норму в пряшевско-русинском языке, формы на -ти и -чы (чытати «читать», речы «сказать») характерны для лемковской литературной нормы[49][50].

#### Словообразование
В области словообразования отмечается, в частности, наличие неизвестных восточным говорам аффиксов -арень, -иста, -ичка, заимствованных из словацкого языка (-áreň, -ista, -ička): винарень, колкарень, гуслиста, гокеїста, кадерничка, доїчка и т. п.

### Синтаксис
На уровне синтаксиса в западных карпаторусинских говорах отмечаются:
- наличие предложений с нулевым местоименным подлежащим (с глаголом прошедшего времени, выступающим в роли сказуемого): Робил єм там цалый день «Я работал там целый день»; в остальном восточнославянском ареале местоимения используются, как, например, в украинском языке: Я там працював цілий день;
- распространение пассивных конструкций с возвратными глаголами типа Страшні ся там стріляло;
- распространение предложных и беспредложных конструкций, схожих с аналогичными конструкциями в словацком языке и отличающихся от конструкций в украинском (восточнославянских): Не віділ єм там ниякы жены при словацком Nevidel som tam nijaké ženy и украинском Я там не бачив ніяких жінок; Иду ґу столу при словацком Idem k stolu и украинском Я іду до стола;
- исключительное использование для выражения направления в какой-либо объект конструкций с предлогом до и формами родительного падежа: Вошол до хыжы, Иду до Свидника и конструкций с предлогом на и формами винительного падежа: Пришли на поле, Иде на пошту; в говорах восточного карпаторусинского ареала используется конструкция с предлогом в/у и формами винительного падежа: Пішов у поле, Вернувся в Хуст;
- наличие конструкций с формами дательного падежа commodi/incommodi и дательного падежа, выражающего значение посессивности: Мама їм напекла колачів, Фкрали му коня «У него украли коня», Болит ня голова / Мене болит голова «У меня болит голова»; в восточных говорах, как и в украинском языке, на месте беспредложных конструкций с формами дательного падежа incommodi типа Взяли му землі используются конструкции с формами родительного падежа, предлогом в/у и глаголами со значением отчуждения: Волы в нього забере — в восточных карпаторусинских говорах; У мене болить голова «У меня болит голова», Він у нього вкрав коня «Он у него украл коня»;
- различия между западными карпаторусинскими говорами и остальными восточнославянскими языками и диалектами в области синтаксической семантики:
  - при выражении посессивности в русинских говорах Восточной Словакии используются конструкции с именем существительным или местоимением, называющим обладателя, в форме именительного падежа и с личной формой глагола мати «иметь», который связан с именем существительным в форме винительного падежа, обозначающим присваиваемый объект, типа Мам єдного сына «У меня (есть) один сын», Мам добру жену «У меня хорошая жена», Сусід мат велику загороду «У соседа большой сад», Она не мат хыжу «У неё нет дома»; в остальном восточнославянском ареале посессивность чаще всего выражается конструкциями типа У мене є єден/один сын «У меня (есть) один сын», У неї не є хыжі «У неё нет дома» — в восточных карпаторусинских говорах; У мене добра жінка «У меня хорошая жена», У сусіда великий сад «У соседа большой сад», У неї нема хати «У неё нет дома» — в украинском языке;
  - при выражении отсутствия используются конструкции с предикативом нит/ніт или неєст и субъектом в форме родительного падежа: Мого мужа нит дома при словацком Môjho muža niet doma и украинском Мойого чоловіка нема дома;
  - использование (как и в словацком языке) во взаимно-возвратном (реципрокном) значении без уточняющего дополнения возвратных форм глаголов (обычно не использующихся для выражения возвратного значения): відіти ся, чути ся, ненавидіти ся, гледати ся, а также использование в этом же значении глаголов в конструкциях с формами дательного падежа без уточнения: помагати сі, шкодити сі, прісягати сі, розумити сі; в украинском языке взаимно-возвратное значение чаще всего выражается при помощи уточняющих словосочетаний один одного, один одному: вони чують один одного, вони бачать один одного, вони ненавидять один одного; вони помагають один одному, вони шкодять один одному, вони прощають один одному;
- выражение делиберативного объекта после глаголов типа думати, забыти, говорити, співати, знати ся при помощи типичной для словацкого языка конструкции с предлогом о и формами местного падежа: Я о тым ніч не знам, Бісідували о ні вельо; после глаголов думати, забыти ся используются конструкции с предлогом на и формами винительного падежа, также известные словацкому языку и его диалектам: Але она на нього не забыла; в восточных карпаторусинских говорах используются конструкции с предлогом за и формами винительного падежа (Співали за ню) или с предлогом про и формами винительного падежа (Буду про вас говорити);
- выражение пространственных, причинных и временных отношений при помощи конструкции с предлогами през, про, о и формами винительного падежа (През зиму не было роботы; Цалу ніч про нього не спала; Верну ся о рік); в восточных говорах в этом случае часто используются конструкции с предлогом через (Кунь скочив через штахетки; Не спала через нього; Через рік приходят);
- наличие в сложных предложениях союзов же, жебы, кебы, кидь/кедь, сходных с союзами словацкого языка: Не знал єм, же придеш «Я не знал, что ты придёшь», Понагляют ся, жебы їх не застигнул доч, Кебы єм знал, повіл был ті «Если б я знал, я бы тебе сказал».

### Лексика
Основной особенностью словарного состава западного карпаторусинского ареала является распространение в нëм заимствований из словацкого языка (у носителей русинского, живущих к югу от Карпат) и польского языка (у носителей русинского, или лемковского, некогда исконно населявших территории к северу от Карпат). 
К словацким заимствованиям относят: 
- слова, пришедшие из северо-восточных говоров восточнословацкого диалекта, включая лексику праславянского происхождения: жыто «рожь» при восточнословацком слове žito и распространëнном на остальной территории словацких диалектов слове raž;
- слова из литературного словацкого языка, связанных с общественной жизнью (политикой, экономикой, культурой, наукой, техникой и т. п.): дань «налог» при словац. daň и укр. податок; влак «поезд» при словац. vlak и укр. поїзд;
- слова из разговорного словацкого языка, связанные с обиходными предметами, встречающимися в повседневной жизни: кошуля «рубашка» при словац. košeľa и укр. сорочка.

К польским заимствованиям, отмечаемым в говорах лемков, чей исконный ареал размещался к северу от Карпат, относят, в частности, слова, связанные с общественной жизнью: податок «налог» при пол. podatek; потяг «поезд» при пол. pociąg.
В большинстве случаев словакизмы и полонизмы, проникшие в западные карпаторусинские говоры, адаптируются в соответствии с фонетическими и морфологическими особенностями восточнославянской языковой системы.